# رهابث (آلاباما)
رهابث (به انگلیسی: Rehobeth) شهری در شهرستان هوستون ایالت آلاباما است که مساحت آن ۱۹٫۷۱ کیلومتر مربع است و در سرشماری سال ۲۰۱۰ میلادی، ۱٬۲۹۷ نفر جمعیت داشته و تراکم جمعیتی آن، ۶۵٫۸ نفر در هر کیلومتر مربع بوده است.